# Signe de De Bakey

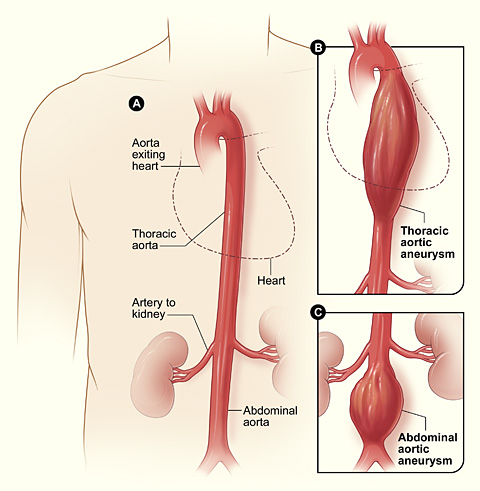
A. Aorte normale
B. Anévrisme aortique thoracique (situé derrière le cœur)
C. Anévrisme aortique abdominal, situé sous les artères rénales

Le signe de De Bakey est utilisé lors du diagnostic d'anévrisme de l'aorte abdominale.
Si l'on peut placer le tranchant de la main entre la partie supérieure de la masse battante et le bord costal inférieur gauche, le signe de De Bakey est dit positif ce qui permet de préciser l'emplacement sous-rénal de l'anévrisme aortique.
Cela aura une influence sur la prise en charge chirurgicale de l'anévrisme s'il est sous ou sus-rénal 